# リガ自動車工場

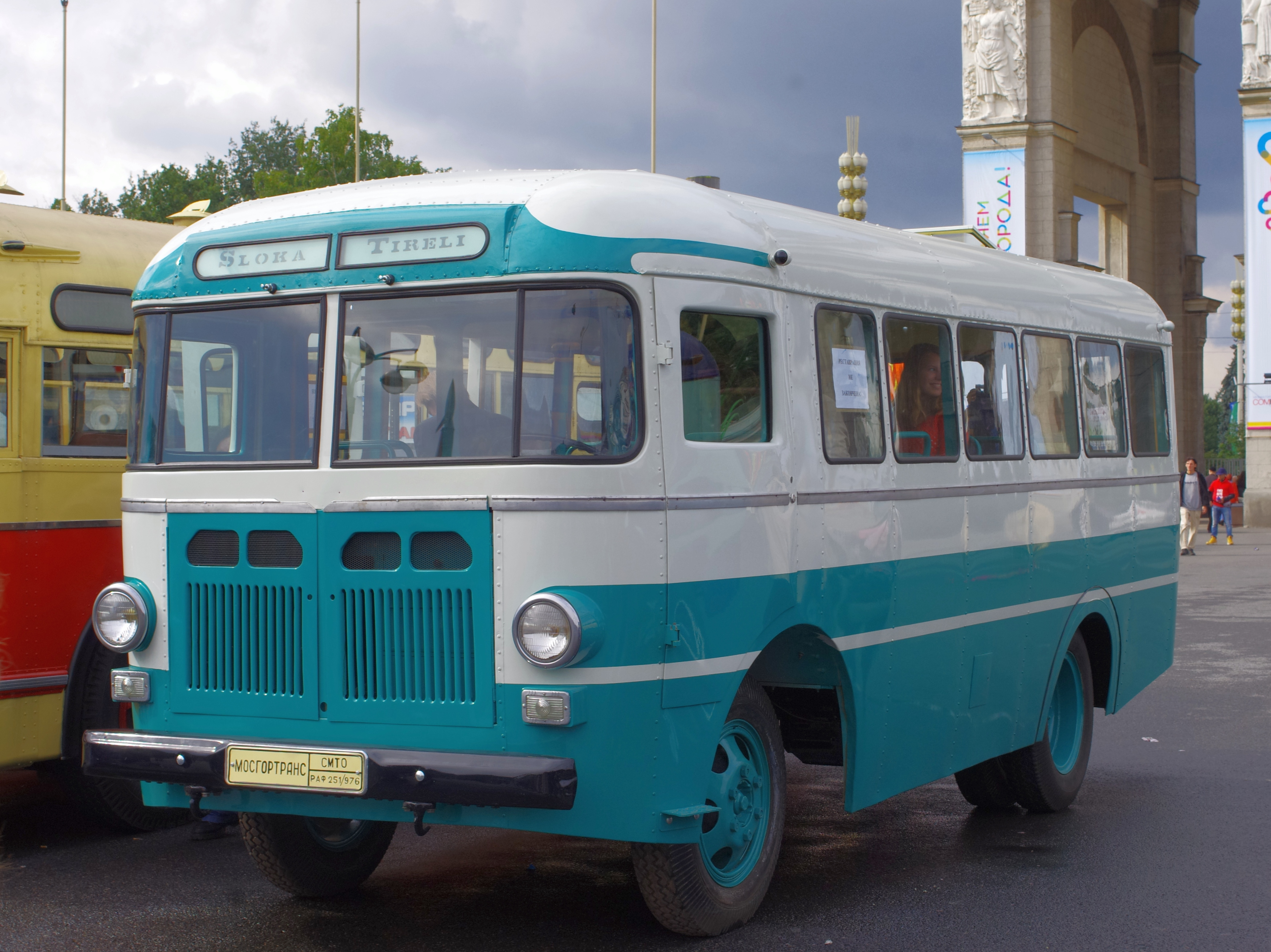
RAF-251

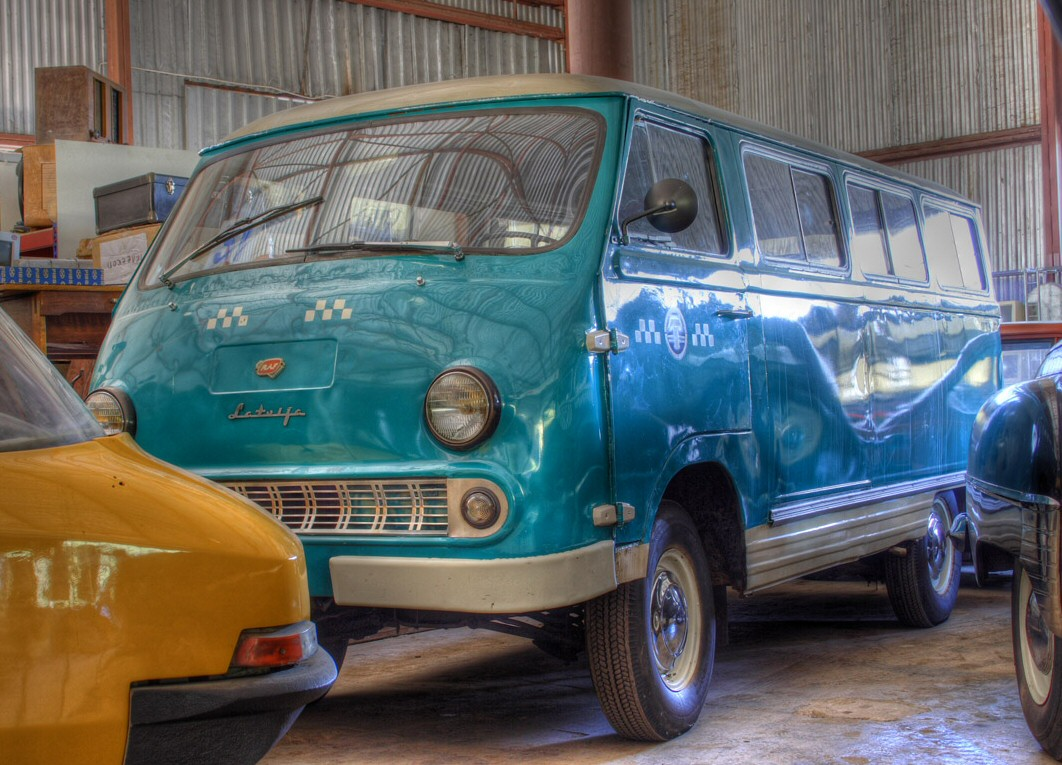
RAF-977

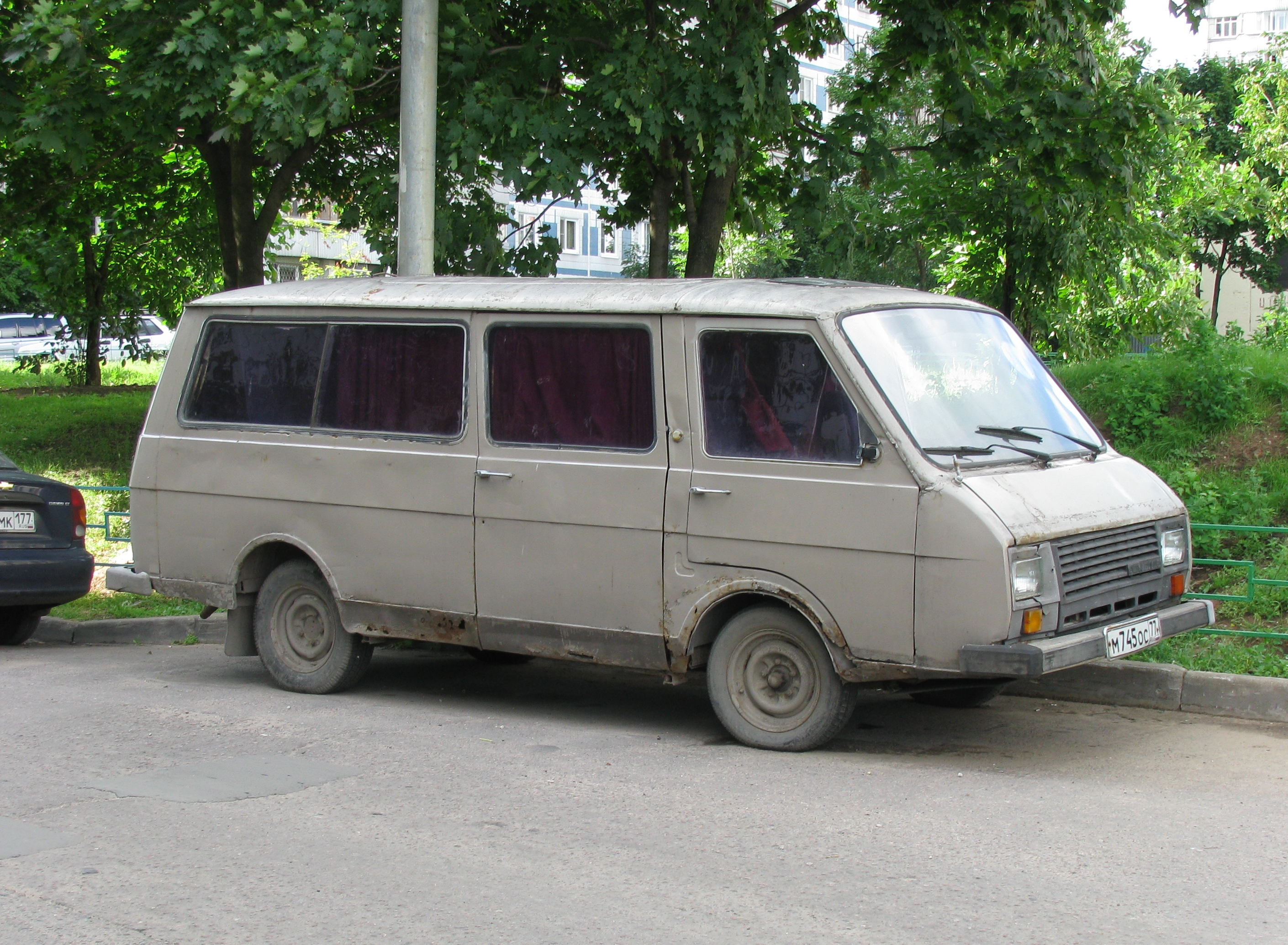
RAF-2203

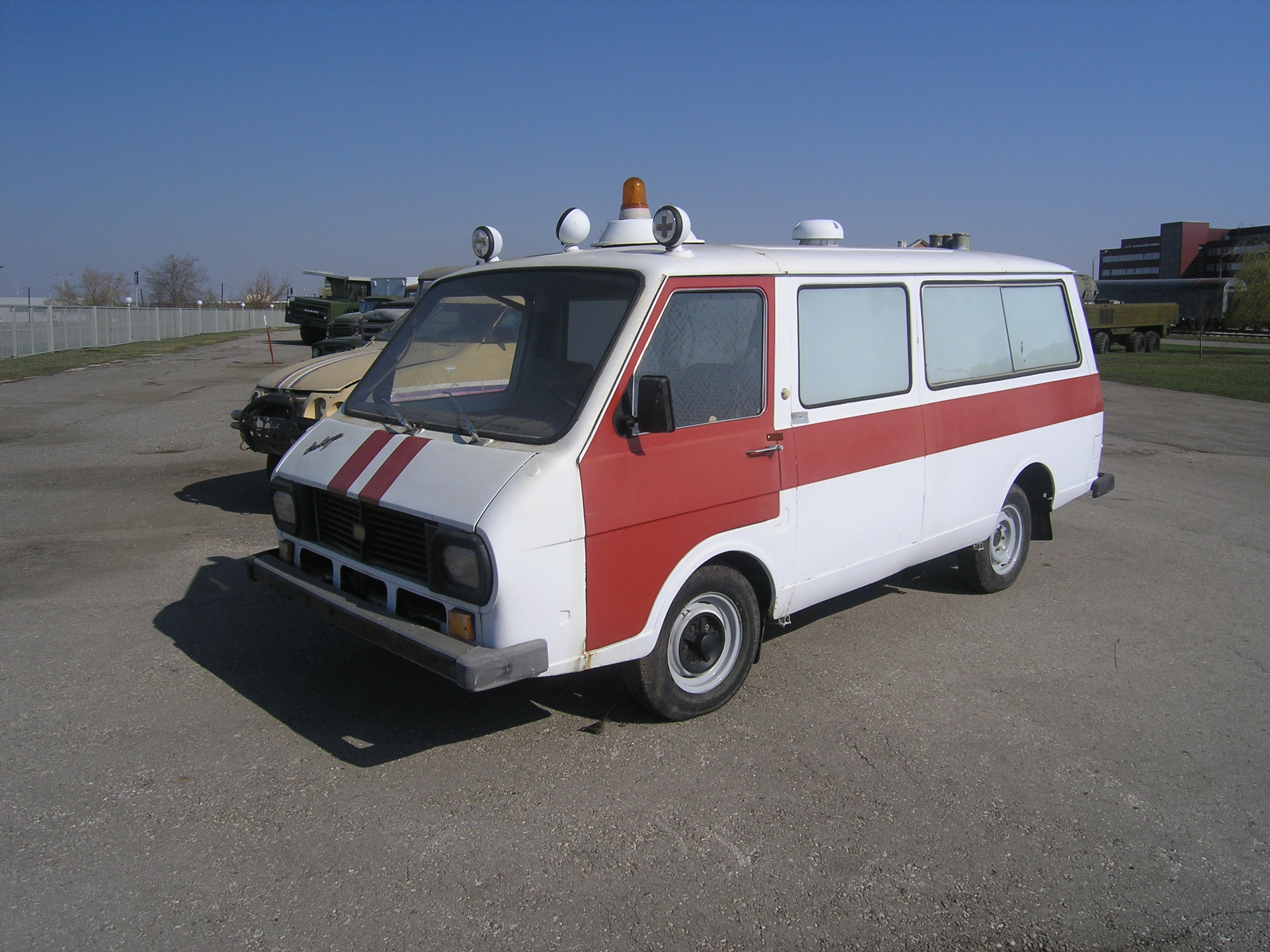
RAF-22031-01 救急車

リガ自動車工場 (リガじどうしゃこうじょう、RAF; ラトビア語: Rīgas Autobusu Fabrika) は、ラトビアの イェルガヴァに存在した自動車工場である。
バスやバンを主に製造していた。

## 生産車種
- RAF-251 - GAZ-51 ベースのバス (1955–1958)
- RAF-8 - Moskvitch 407 ベースの8人乗りバス (1957)
- RAF-10 - GAZ-M20 ベースの9-11人乗りバス (1957–1959)
- RAF-982 - 実験的に生産されたバス
- RAF-977 Latvija - GAZ-21 ベースのバン、バス、救急車、タクシーの総称 (1959–1976).
- RAF-2203 Latvija - 4x2 4dr のバン (1976–1997)
- RAF M1 'Roksana' - 試作型のミニバン (1991)
- RAF M2 'Stils' - 試作型のミニバン (1994)